# ФК Локомотив (Дряново)
ФК „Локомотив“ е български футболен отбор от град Дряново, основан през 1936 г. под името „ЖСК“ (железничарски спортен клуб).
Отборът играе във Северозападната В група. Има няколко участия в Б група, като най-добрите класирания са през сезон 1959 - трето място в Северната Б РФГ и второ място в преходния сезон 1958, когато първенството преминава от цикъл пролет-есен към цикъл есен-пролет, а отборите играят само една среща помежду си в един пролетен полусезон, а изпадащи и влизащи отбори в А и двете Б РФГ няма. В същия преходен сезон Локомотив става железничарски шампион. През сезон 1993/1994 стига до осминафинал за Купата на България, където отпада от Чирпан след 0:0 в първата среща и служебна загуба с 3:0 във втората. За „златен период“ в историята на Локомотив се счита 1971-1973 година, когато отборът играе в Б група. Черният период е през 2005 г., когато тежка финансова криза изважда отбора от В група. Отборът е поет от ново ръководство, начело на което е известният хотелиер и ресторантьор Георги Вълев и две години по-късно отново играе в Северозападната В група.
От школата на Локомотив са излезли футболисти като Пламен Николов (бивш национален вратар, играл в Локомотив Дряново, Локомотив (София), Левски (София) и Септември (София), Николай Дончев (Локомотив (Дряново), Янтра (Габрово), Локомотив (Горна Оряховица)), Свилен Василев (Локомотив (Дряново), Етър (Велико Търново)), Тихомир Вуцов, Иван Шипкалиев (Локомотив (Дряново), Янтра (Габрово), Етър Велико Търново), Емил Константинов, Али Мустафов - Галито (Локомотив (Дряново), Локомотив (Горна Оряховица)) и др.

## Успехи
- Второ място в Северната Б РФГ през сезон 1958
- Трето място в Северната Б РФГ през сезон 1956
- Железничарски шампион през сезон 1958
- Осминафиналист за Купата на България през сезон 1993/1994

## Състав за сезон 2009/2010
- Вратари: Асен Борисов, Стойчо Ганчев
- Защитници: Георги Дянков, Мартин Пенев, Свилен Василев, Богдан Георгиев, Денчо Шипкалиев, Пламен Обрешков, Мартин Симеонов
- Полузащитници:Емил Георгиев – Льонката, Виктор Венков *, Владимир Атанасов, Мартин Младенов, Йоан Петков, Красен Денев, Пепи Лятуу, Петко Моравяков
- Нападатели: Мартин Кръстев, Ивелин Драшков *, Христо Коев, Тодор Чирпанов *

* – напуснал преди пролетния полусезон

## Известни футболисти
- Емил Константинов
- Иван Шипкалиев
- Иво Тонев
- Николай Дончев
- Али Мустафов - Галито
- Пламен Николов (67 мача)
- Румен Радков
- Ценко Серафимов
- Даниел Христов
- Драгомир Иванов
- Свилен Василев
- Станислав Генчев
- Мартин Кушев
- Тодор Тодоров
- Асен Борисов
- Мартин Кръстев - Куршума
- Емил Георгиев - Льонката
- Ивелин Драшков - Доктора
- Виктор Венков
- Димитър Кушев
- Тодор Чирпанов
- Владимир Атанасов - Месаря
- Мартин Дойчев
- Веселин Станчев
- Владимир Станчев
- Любомир Дренски – Дряна
- Антионио Николов - тирбушона

## Известни треньори
- Руси Русев